# Olivier Tébily
Olivier Tébily (* 19. Dezember 1975 in Abidjan) ist ein ehemaliger ivorischer Fußballspieler. Er spielte u. a. als Verteidiger für den Toronto FC in der Major League Soccer. Er ist auch französischer Staatsbürger, spielte aber für die Nationalmannschaft der Elfenbeinküste. Er ist der Cousin des ehemaligen ivorischen Nationalmannschaftskapitäns Didier Drogba.

## Karriere

### Vereinskarriere
Obwohl geboren in Abidjan (Elfenbeinküste), wuchs Tébily in Frankreich auf und war als Kind ein großer Fan vom FC Arsenal.
Er begann seine Karriere in der französischen Ligue 2 bei Niort, wo er mehrere Jahre spielte. Im Januar 1998 wechselte er zu LB Châteauroux, wo er in der Ligue 1 spielte. Nach dem Abstieg von Châteauroux wechselte er 1999 für die Ablöse von £ 200.000 zu Sheffield United nach England.
Seine Karriere bei Sheffield währte kurz. Sein siebtes Spiel für den Verein wurde beobachtet von Kenny Dalglish, der damals Sportdirektor bei Celtic Glasgow war. Dalglish verpflichtete Tébily daraufhin für 1,25 Mio. Euro Ablöse.
In drei Jahren stand er für die Schotten 38-mal auf dem Platz. 2002 wechselte er dann zurück nach England zu Birmingham City, weil er bei Celtic nicht mehr eingesetzt wurde.
Zuerst war er Stammspieler bei seinem neuen Verein, wurde jedoch aufgrund von Verletzungen zurückgeworfen. Ende 2007, als die Konkurrenz innerhalb des Vereins zu stark wurde, löste er seinen Vertrag auf.
Seit dem 24. April 2008 spielte er für den kanadischen Vertreter Toronto FC in der Major League Soccer.
Er spielte vier Spiele für die Kanadier, ehe er sich am Knöchel verletzte. Am 31. Juli 2008 wurde er vom Verein freigestellt, weil er näher an seiner Familie in Frankreich sein möchte.

### Nationalmannschaft
Tébily entschied, trotz seiner französischen Staatsbürgerschaft, für sein Heimatland Elfenbeinküste spielen zu wollen. Von 1999 bis 2004 bestritt er 18 Länderspiele, stand aber seit 2004 nicht mehr im Aufgebot der Nationalmannschaft.